# (5649) Donnashirley
(5649) Donnashirley és un asteroide que pertany als asteroides que creuen l'òrbita de Mart i que va ser descobert el 18 de novembre de 1990 per Eleanor F. Helin des de l'Observatori Palomar, als Estats Units d'Amèrica.

## Designació i nom
Designat provisionalment com 1990 WZ2. Va ser anomenat Donnashirley en honor de Donna Shirley, gerent del reeixit programa Mars Exploration Rover al Jet Propulsion Laboratory de la NASA. Va gestionar el programa de desenvolupament de robòtica que va produir el Mars Pathfinder, el rover automatitzat que va explorar la superfície de Mart a mitjans de 1997. També va ser enginyera de projectes per a la missió Cassini-Huygens, la nau espacial enviada per explorar Saturn, així com l'enginyera de projectes per la Mariner 10, que va volar per Mercuri a la dècada de 1970. En els seus trenta anys al JPL, ha tingut moltes altres tasques reeixides en exploració espacial i en el desenvolupament de sistemes no espacials que utilitzen tecnologia espacial. Al mateix temps, ha equilibrat una carrera exigent amb la maternitat, l'escriptura, l'actuació i la música.
Donnashirley està situat a una distància mitjana del Sol de 2,279 ua, i pot allunyar-se fins a 3,048 ua i acostar-se fins a 1,510 ua. La seva excentricitat és 0,337 i la inclinació orbital 21,72 graus. Empra 1.257,29 dies a completar una òrbita al voltant del Sol.
La magnitud absoluta de Donnashirley és 14,6. Té 2,6 km de diàmetre i té una albedo estimada de 0,38. Està assignat al tipus espectral S segons la classificació SMASSII.